# 斑马街

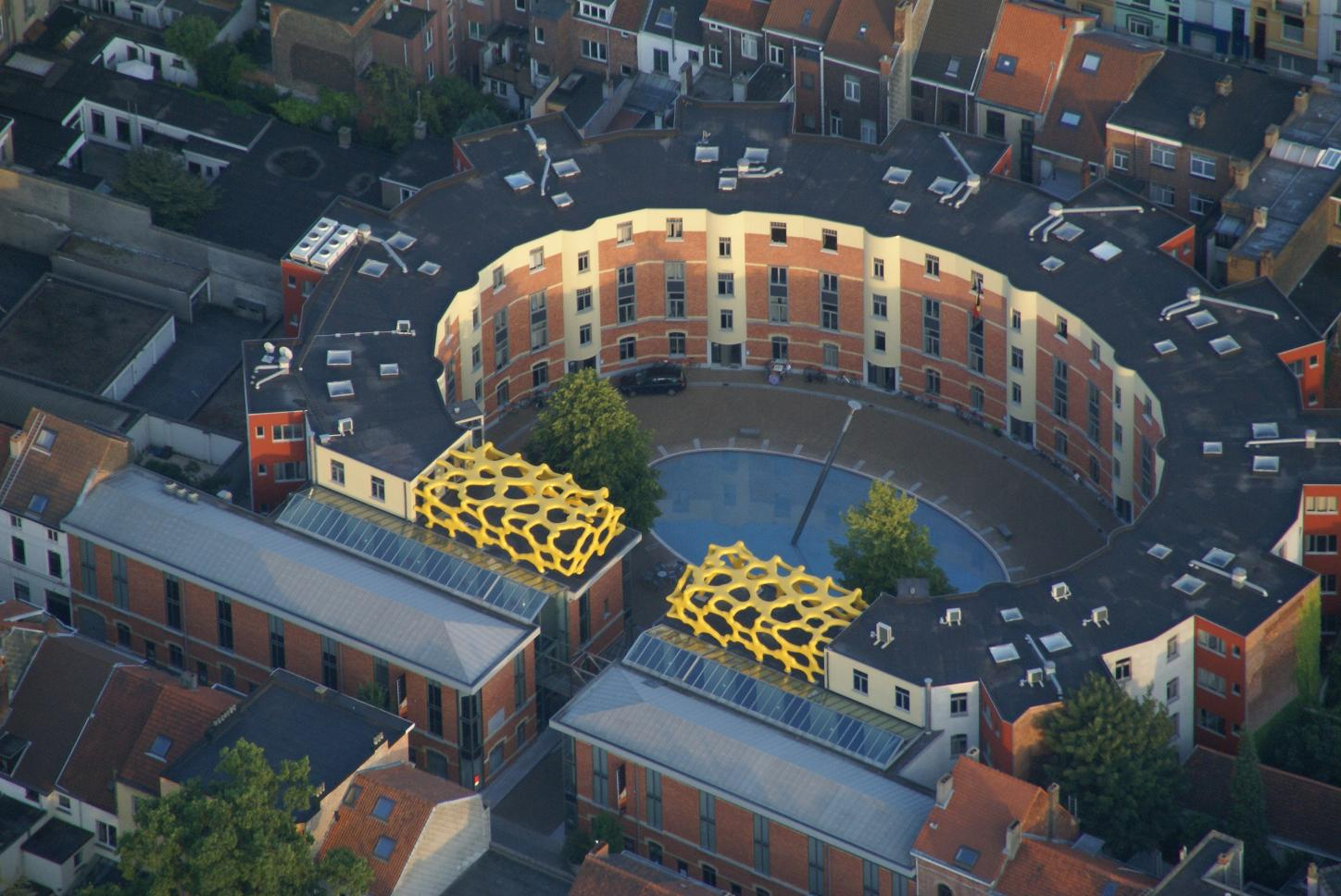
斑马街鸟瞰

斑马街（荷兰语：Zebrastraat）是比利时城市根特的一条小街道。1906年，建筑师查尔斯·范·莱塞尔伯格（Charles van Ryselberghe）设计了该国第一座工人住宅建筑，位于斑马街。该建筑以地理位置命名，也命名为斑马街，是一个私人项目，用于住宅、创业和文化活动。

## 历史
斑马街位于根特动物园的旧址上，动物园于1851年开放，1905年关闭，土地由根特市购买，开辟为新的社区。该地区的几条街道以曾经安置在动物园的动物的名字命名，包括大象街（Olifantstraat）、老虎街（Tijgerstraat）、狮子街（Leeuwstraat）和斑马街（Zebrastraat）。 
20世纪初，根特的纺织业蓬勃发展，但许多工人仍然住房条件差。市议会与一些著名的慈善组织一起成立了根特工人住房公司（Gentsche Maatschappij Der Werkerswoningen），为工人阶级建造和后来租用了较高质量的房屋。他们改善斑马街住房的建筑项目，由根特市正式任命的"城市建筑师"查尔斯·范·里塞尔伯格（Charles Van Ryselberghe）设计和监督。由于城市的住宿非常昂贵，里塞尔伯格决定建造一栋公寓式建筑，每栋上面有三套公寓。这一住房项目被称为[比利时]的第一座社会住房公寓。
该建筑并无正式名称，只是普遍称为"圆"（De Cirk），因为中央有一个圆形广场。到20世纪90年代，建筑已经衰败。2001年，这些几乎无人居住的遗址出售。2002 年至 2005 年，新主人将建筑的外观按原设计重建，同时对内部进行了改造。这个“斑马街项目” 通过将艺术、商业和住房相结合，来营造城市氛围。 可以短期或长期租住公寓，公司可以预订会议或活动，艺术家可以展示他们的表演。